# Чемпионат СССР по вольной борьбе 1980
36-й чемпионат СССР по вольной борьбе проходил в Москве с 13 по 19 мая 1980 года. В соревнованиях участвовало 192 борца.

## Медалисты
| Весовая категория   | Золото                                   | Серебро                                            | Бронза                                        |
| ------------------- | ---------------------------------------- | -------------------------------------------------- | --------------------------------------------- |
| Наилегчайший вес    | Роман Дмитриев Вооружённые Силы (Москва) | Сергей Корнилаев «Труд» (Москва)                   | Иннокентий Зырянов Вооружённые Силы (Вильнюс) |
| Легчайший вес       | Анатолий Белоглазов «Динамо» (Киев)      | Александр Киркеснер Вооружённые Силы (Новосибирск) | Далхат Бачиев Вооружённые Силы (Караганда)    |
| Полулёгкий вес      | Сергей Белоглазов «Динамо» (Киев)        | Бузай Ибрагимов «Урожай» (Махачкала)               | Гурген Багдасарян Вооружённые Силы (Ереван)   |
| Лёгкий вес          | Тасолтан Хатагов Вооружённые Силы (Баку) | Магомед-Гасан Абушев «Динамо» (Махачкала)          | Владимир Юмин «Спартак» (Хасавюрт)            |
| 1-й полусредний вес | Сайпулла Абсаидов «Динамо» (Махачкала)   | Михаил Харачура «Динамо» (Жданов)                  | Майрбек Юсупов «Спартак» (Хасавюрт)           |
| 2-й полусредний вес | Эльбрус Короев «Динамо» (Москва)         | Павел Пинигин Вооружённые Силы (Киев)              | Георгий Макасарашвили «Буревестник» (Тбилиси) |
| 1-й средний вес     | Магомедхан Арацилов «Урожай» (Махачкала) | Александр Маркович «Динамо» (Минск)                | Григорий Данько «Динамо» (Киев)               |
| 2-й средний вес     | Анатолий Прокопчук «Динамо» (Москва)     | Санасар Оганисян «Спартак» (Москва)                | Хасан Орцуев «Динамо» (Грозный)               |
| Полутяжёлый вес     | Илья Мате «Колос» (Донецк)               | Леван Тедиашвили «Динамо» (Тбилиси)                | Иван Ярыгин «Труд» (Красноярск)               |
| Тяжёлый вес         | Сослан Андиев «Динамо» (Орджоникидзе)    | Салман Хасимиков Вооружённые Силы (Москва)         | Борис Бигаев Вооружённые Силы (Киев)          |